# Nicolás Fabián Rodríguez
Nicolás Fabián Rodríguez (Quilmes, Provincia de Buenos Aires, Argentina; 12 de mayo de 1993) es un futbolista argentino. Juega como arquero en la Asociación Deportiva Berazategui de la Primera C.

## Trayectoria

### Inicios
Realizó las divisiones inferiores en Independiente de Avellaneda y River Plate, donde compartió equipo junto a  Matías Kranevitter y Manuel Lanzini, entre otros. Integró el equipo que se consagró campeón de la Copa Libertadores Sub-20 de 2012 siendo suplente de Gaspar Servio.

### River Plate
En 2013 realizó su primera pretemporada con River Plate junto con Juan Cruz Kaprof, Giovanni Simeone e Iván Díaz bajo la conducción técnica de Ramón Ángel Díaz.
Fue al banco de suplentes en la ida de los 16avos de la Copa Sudamericana 2013 frente a San Lorenzo en la victoria de su equipo por 1-0.
Tras la lesión de Marcelo Barovero, en el Torneo Final 2014, ocupó el banco de suplentes de River Plate ya que en ese momento se encontraban cedidos los arqueros, Gonzalo Marinelli en Atlético de Rafaela y Gaspar Servio en Banfield.

### Temperley
Llega a Temperley en condición de prestamó por 1 temporada. No disputó minuto alguno en el club.

### Talleres (Cba)
Es Incorporado al Club Atlético Talleres de Córdoba para la Primera B Nacional de 2016.

### Temperley
Luego de su paso por Talleres (Cba) inicia su segundo ciclo por la institución para ser jugador del equipo reserva y una alternativa para el primer equipo.

### Talleres (RdE)
Luego de su paso por Unión San Felipe de Chile, en enero de 2022 es contratado por el Club Atlético Talleres (RdE).

## Clubes
| Club                  | País      | Año       |
| --------------------- | --------- | --------- |
| River Plate           | Argentina | 2013-2014 |
| Temperley             | Argentina | 2015      |
| Talleres de Córdoba   | Argentina | 2016      |
| Temperley             | Argentina | 2016-2017 |
| Fénix                 | Argentina | 2017-2018 |
| Santamarina de Tandil | Argentina | 2018-2019 |
| Unión San Felipe      | Chile     | 2020-2021 |
| Talleres (RdE)        | Argentina | 2022      |
| Deportivo Laferrere   | Argentina | 2023      |
| Berazategui           | Argentina | 2024-act. |

## Palmarés

### Campeonatos nacionales
| Título             | Club           | Sede      | Año    |
| ------------------ | -------------- | --------- | ------ |
| Primera División   | River Plate    | Argentina | F-2014 |
| Primera B Nacional | Talleres (Cba) | Argentina | 2016   |

### Campeonatos internacionales
| Título                   | Club               | Sede         | Año  |
| ------------------------ | ------------------ | ------------ | ---- |
| Copa Libertadores Sub-20 | River Plate sub-20 | Lima         | 2012 |
| Copa Sudamericana        | River Plate        | Buenos Aires | 2014 |
| Recopa Sudamericana      | River Plate        | Buenos Aires | 2015 |